# Sedum raymondii
Sedum raymondii är en fetbladsväxtart som beskrevs av Fröderstr.. Sedum raymondii ingår i Fetknoppssläktet som ingår i familjen fetbladsväxter. Inga underarter finns listade i Catalogue of Life.